# Proxanthobasis rufescens
Proxanthobasis rufescens är en tvåvingeart som beskrevs av Blanchard 1966. Proxanthobasis rufescens ingår i släktet Proxanthobasis och familjen parasitflugor. Inga underarter finns listade i Catalogue of Life.